# Brigita
Brigita je ženské křestní jméno. Podle českého kalendáře má svátek 21. října.
Původ má v keltském slově brigh – „silný“, „mocný“. Další variantou jména je Brigid. V Irské mytologii to bylo jméno bohyně ohně, básníků a moudrosti, též to byla dcera boha Dagdy. 1. února se slaví její svátek Imbolc.

## Statistické údaje
Následující tabulka uvádí četnost jména v ČR a pořadí mezi ženskými jmény ve srovnání dvou roků, pro které jsou dostupné údaje MV ČR – lze z ní tedy vysledovat trend v užívání tohoto jména:
| Rok       | Četnost  | Pořadí   |
| 1999      | 1543     | 192.     |
| 2002      | 1537     | 190.     |
| Porovnání | o 6 méně | o 2 lépe |
| 2006      | 1517     | 197.     |

Změna procentního zastoupení tohoto jména mezi žijícími ženami v ČR (tj. procentní změna se započítáním celkového úbytku žen v ČR za sledované tři roky 1999–2002) je +0,4%.

## Známé nositelky jména
- Svatá Brigita
- Brigid – pohanská keltská bohyně
- Brigid Arnott – fotografka
- Brigitte Bardotová – francouzská herečka a aktivitstka za práva zvířat
- Brigid Brannagh – americká herečka
- Bridget Fonda – americká herečka
- Brigitte Fosterová-Hyltonová – jamajská atletka
- Brigida Haraldsdotter – švédská královna
- Brigita Hertlová (1938–2025) – divadelní režisérka, dramaturgyně a překladatelka
- Brigitte Nielsenová – dánská herečka
- Brigita Zlámalová – česká herečka

## Fiktivní postavy
- Bridgette DuBois, postava z amerického seriálu Medium. Hrála jí Maria Lark
- Bridget Hennessy, fiktivní postava z amerického seriálu 8 jednoduchých pravidel. Hrála jí Kaley Cuoco